# Cliff Bole
Cliff Bole, né le 9 novembre 1937 à San Francisco et mort le 15 février 2014 à Palm Desert, est un réalisateur de télévision américain.

## Biographie
Clifford John Bole est surtout connu en tant que réalisateur pour avoir dirigé plus de 40 épisodes de trois séries télévisées différentes de l'univers Star Trek. Les Boliens, race d’extraterrestres de Star Trek, ont été nommés ainsi en son honneur.

## Filmographie
- 1975-1978 : L'Homme qui valait trois milliards (The Six Million Dollar Man) (série télévisée, 12 épisodes)
- 1977-1980 : Drôles de dames (série télévisée, 6 épisodes)
- 1978-1983 : L'Île fantastique (série télévisée, 24 épisodes)
- 1979-1981 : Vegas (série télévisée, 13 épisodes)
- 1982 : L'Homme qui tombe à pic (The Fall Guy) (série télévisée, 2 épisodes)
- 1982-1985 : Hooker (série télévisée, 17 épisodes)
- 1983-1985 : Matt Houston (Matt Houston) (série télévisée, 9 épisodes)
- 1985 : V (série télévisée, 3 épisodes)
- 1986-1988 : MacGyver (série télévisée, 16 épisodes)
- 1987-1994 : Star Trek : La Nouvelle Génération (série télévisée, 25 épisodes)
- 1988-1990 : Mission impossible, 20 ans après (série télévisée, 3 épisodes)
- 1989-1991 : Le Cavalier solitaire (Paradise) (série télévisée, 4 épisodes)
- 1993-1995 : Star Trek : Deep Space Nine (série télévisée, 7 épisodes)
- 1995-1999 : Star Trek : Voyager (série télévisée, 10 épisodes)
- 1997-2002 : X-Files : Aux frontières du réel (The X-Files) (série télévisée,  épisodes : La Queue du diable, Le shérif a les dents longues, Chimère et N'abandonnez jamais)